# أوليغ كوتوف
أوليغ كوتوف (بالروسية: Котов, Олег Валериевич)‏ (و. 1965 – م) هو رائد فضاء، وطبيب من روسيا . ولد في سيمفروبول. تولى منصب قائد بعثة محطة الفضاء الدولية، البعثة 38 (10 نوفمبر 2013–10 أبريل 2014)، وقائد بعثة محطة الفضاء الدولية، البعثة 23 (17 مارس 2010–17 يونيو 2010) .

## ريادة الفضاء
شارك في المهمات الفضائية:
- Soyuz TMA-10
- البعثة 22
- البعثة 23
- البعثة 38
- البعثة 15
- Soyuz TMA-17
- Soyuz TMA-10M
- البعثة 37.

## التعليم
تعلم في S.M.Kirov Military Medical Academy

## جوائز
حصل على جوائز منها:
- بطل الاتحاد الروسي (وسام)
- Order For Services to the Fatherland 4th degree.